# NEVER Openweight Championship
NEVER Openweight Championship – tytuł mistrzowski w profesjonalnym wrestlingu utworzony i promowany przez japońską federację New Japan Pro-Wrestling (NJPW). Akronim NEVER oznacza „New Blood”, „Evolution”, „Valiantly”, „Eternal” i „Radical” (pl. Nowa krew, Ewolucja, Dzielność, Wieczność i Radykalność) i był używany do nazewnictwa organizowanych gal, na których występowali młodzi i perspektywiczni wrestlerzy oraz zawodnicy niebędący zakontraktowani z federacją. Projekt oficjalnie został ogłoszony 12 lipca 2010, a pierwsza gala odbyła się 24 sierpnia 2010. 5 października 2012 ogłoszono, że do federacji zostanie dodany szósty aktywny tytuł mistrzowski – NEVER Openweight Championship.
Oryginalnie tytuł miał być broniony podczas gal NEVER, lecz od czasu wprowadzenia tytułu zrezygnowano z organizacji tychże gal. Oryginalny koncept walk młodych wrestlerów o mistrzostwo nie był realizowany, gdyż pierwszych siedmiu mistrzów było wieloletnimi weteranami. O mistrzostwo mogą walczyć zawodnicy dywizji heavyweight oraz dywizji junior heavyweight. Nieoficjalnie tytuł jest częścią „New Japan Triple Crown” (jap. 新日本トリプルクラウン Shin Nihon Toripuru Kuraun) wraz z tytułami IWGP Heavyweight Championship i IWGP Intercontinental Championship.

## Historia tytułu
5 października 2012, w dwa lata po rozpoczęciu produkcji gal NEVER, New Japan Pro-Wrestling ogłosiło utworzenie pierwszego mistrzostwa projektu – NEVER Openweight Championship. Tytuł mistrzowski miał pomóc w „promocji młodszych wrestlerów”. Pierwszy mistrz został wyłoniony w inauguracyjnym turnieju, który trwał od 15 do 19 listopada 2012, a wygrał go 39-letni Masato Tanaka (walczący do tej pory również dla federacji Pro Wrestling Zero1). Po organizacji turnieju zadecydowano o wycofaniu organizacji gal NEVER, a tytuł mistrzowski zaczął być broniony podczas zwykłych gal NJPW.

## Inauguracyjny turniej
|  |                               |                               |                               |                 |       |                            |                            |                            |  |  |                          |                          |                          |  |  |                      |                      |                      |
|  | Pierwsza runda (15 listopada) | Pierwsza runda (15 listopada) | Pierwsza runda (15 listopada) |                 |       | Druga runda (19 listopada) | Druga runda (19 listopada) | Druga runda (19 listopada) |  |  | Półfinały (19 listopada) | Półfinały (19 listopada) | Półfinały (19 listopada) |  |  | Finał (19 listopada) | Finał (19 listopada) | Finał (19 listopada) |
|  | Pierwsza runda (15 listopada) | Pierwsza runda (15 listopada) | Pierwsza runda (15 listopada) |                 |       | Druga runda (19 listopada) | Druga runda (19 listopada) | Druga runda (19 listopada) |  |  | Półfinały (19 listopada) | Półfinały (19 listopada) | Półfinały (19 listopada) |  |  | Finał (19 listopada) | Finał (19 listopada) | Finał (19 listopada) |
|  |                               |                               |                               |                 |       |                            |                            |                            |  |  |                          |                          |                          |  |  |                      |                      |                      |
|  |                               |                               |                               |                 |       |                            |                            |                            |  |  |                          |                          |                          |  |  |                      |                      |                      |
|  | Karl Anderson                 | Karl Anderson                 | Pin                           |                 |       |                            |                            |                            |  |  |                          |                          |                          |  |  |                      |                      |                      |
|  | Karl Anderson                 | Karl Anderson                 | Pin                           |                 |       |                            |                            |                            |  |  |                          |                          |                          |  |  |                      |                      |                      |
|  | Yujiro Takahashi              | Yujiro Takahashi              | 11:12                         |                 |       |                            |                            |                            |  |  |                          |                          |                          |  |  |                      |                      |                      |
|  | Yujiro Takahashi              | Yujiro Takahashi              | 11:12                         |                 |       | Karl Anderson              | Karl Anderson              | Pin                        |  |  |                          |                          |                          |  |  |                      |                      |                      |
|  |                               |                               |                               |                 |       | Karl Anderson              | Karl Anderson              | Pin                        |  |  |                          |                          |                          |  |  |                      |                      |                      |
|  |                               |                               | Shiori Asahi                  | Shiori Asahi    | 03:59 |                            |                            |                            |  |  |                          |                          |                          |  |  |                      |                      |                      |
|  | Hiromu Takahashi              | Hiromu Takahashi              | Shiori Asahi                  | Shiori Asahi    | 03:59 | 06:14                      |                            |                            |  |  |                          |                          |                          |  |  |                      |                      |                      |
|  | Hiromu Takahashi              | Hiromu Takahashi              |                               |                 |       |                            |                            |                            |  |  |                          |                          |                          |  |  |                      |                      |                      |
|  | Shiori Asahi                  | Shiori Asahi                  | Pin                           |                 |       |                            |                            |                            |  |  |                          |                          |                          |  |  |                      |                      |                      |
|  | Shiori Asahi                  | Shiori Asahi                  | Pin                           |                 |       | Karl Anderson              | Karl Anderson              | Pin                        |  |  |                          |                          |                          |  |  |                      |                      |                      |
|  |                               |                               |                               |                 |       |                            |                            |                            |  |  |                          |                          |                          |  |  |                      |                      |                      |
|  |                               |                               | Kengo Mashimo                 | Kengo Mashimo   | 06:14 |                            |                            |                            |  |  |                          |                          |                          |  |  |                      |                      |                      |
|  | Ryusuke Taguchi               | Ryusuke Taguchi               | Kengo Mashimo                 | Kengo Mashimo   | 06:14 | Pin                        |                            |                            |  |  |                          |                          |                          |  |  |                      |                      |                      |
|  | Ryusuke Taguchi               | Ryusuke Taguchi               |                               |                 |       |                            |                            |                            |  |  |                          |                          |                          |  |  |                      |                      |                      |
|  | Hiro Tonai                    | Hiro Tonai                    | 08:19                         |                 |       |                            |                            |                            |  |  |                          |                          |                          |  |  |                      |                      |                      |
|  | Hiro Tonai                    | Hiro Tonai                    | 08:19                         |                 |       | Ryusuke Taguchi            | Ryusuke Taguchi            | 07:54                      |  |  |                          |                          |                          |  |  |                      |                      |                      |
|  |                               |                               |                               |                 |       | Ryusuke Taguchi            | Ryusuke Taguchi            | 07:54                      |  |  |                          |                          |                          |  |  |                      |                      |                      |
|  |                               |                               | Kengo Mashimo                 | Kengo Mashimo   | Sub   |                            |                            |                            |  |  |                          |                          |                          |  |  |                      |                      |                      |
|  | Bushi                         | Bushi                         | Kengo Mashimo                 | Kengo Mashimo   | Sub   | 08:02                      |                            |                            |  |  |                          |                          |                          |  |  |                      |                      |                      |
|  | Bushi                         | Bushi                         |                               |                 |       |                            |                            |                            |  |  |                          |                          |                          |  |  |                      |                      |                      |
|  | Kengo Mashimo                 | Kengo Mashimo                 | Pin                           |                 |       |                            |                            |                            |  |  |                          |                          |                          |  |  |                      |                      |                      |
|  | Kengo Mashimo                 | Kengo Mashimo                 | Pin                           |                 |       | Karl Anderson              | Karl Anderson              | 15:12                      |  |  |                          |                          |                          |  |  |                      |                      |                      |
|  |                               |                               |                               |                 |       |                            |                            |                            |  |  |                          |                          |                          |  |  |                      |                      |                      |
|  |                               |                               | Masato Tanaka                 | Masato Tanaka   | Pin   |                            |                            |                            |  |  |                          |                          |                          |  |  |                      |                      |                      |
|  | Kushida                       | Kushida                       | Masato Tanaka                 | Masato Tanaka   | Pin   | 13:02                      |                            |                            |  |  |                          |                          |                          |  |  |                      |                      |                      |
|  | Kushida                       | Kushida                       |                               |                 |       |                            |                            |                            |  |  |                          |                          |                          |  |  |                      |                      |                      |
|  | Masato Tanaka                 | Masato Tanaka                 | Pin                           |                 |       |                            |                            |                            |  |  |                          |                          |                          |  |  |                      |                      |                      |
|  | Masato Tanaka                 | Masato Tanaka                 | Pin                           |                 |       | Masato Tanaka              | Masato Tanaka              | Pin                        |  |  |                          |                          |                          |  |  |                      |                      |                      |
|  |                               |                               |                               |                 |       | Masato Tanaka              | Masato Tanaka              | Pin                        |  |  |                          |                          |                          |  |  |                      |                      |                      |
|  |                               |                               | Taishi Takizawa               | Taishi Takizawa | 04:28 |                            |                            |                            |  |  |                          |                          |                          |  |  |                      |                      |                      |
|  | Captain New Japan             | Captain New Japan             | Taishi Takizawa               | Taishi Takizawa | 04:28 | 07:22                      |                            |                            |  |  |                          |                          |                          |  |  |                      |                      |                      |
|  | Captain New Japan             | Captain New Japan             |                               |                 |       |                            |                            |                            |  |  |                          |                          |                          |  |  |                      |                      |                      |
|  | Taishi Takizawa               | Taishi Takizawa               | Pin                           |                 |       |                            |                            |                            |  |  |                          |                          |                          |  |  |                      |                      |                      |
|  | Taishi Takizawa               | Taishi Takizawa               | Pin                           |                 |       | Masato Tanaka              | Masato Tanaka              | Pin                        |  |  |                          |                          |                          |  |  |                      |                      |                      |
|  |                               |                               |                               |                 |       |                            |                            |                            |  |  |                          |                          |                          |  |  |                      |                      |                      |
|  |                               |                               | Tomohiro Ishii                | Tomohiro Ishii  | 10:47 |                            |                            |                            |  |  |                          |                          |                          |  |  |                      |                      |                      |
|  | Tomohiro Ishii                | Tomohiro Ishii                | Tomohiro Ishii                | Tomohiro Ishii  | 10:47 | Pin                        |                            |                            |  |  |                          |                          |                          |  |  |                      |                      |                      |
|  | Tomohiro Ishii                | Tomohiro Ishii                |                               |                 |       |                            |                            |                            |  |  |                          |                          |                          |  |  |                      |                      |                      |
|  | Daisuke Sasaki                | Daisuke Sasaki                | 08:39                         |                 |       |                            |                            |                            |  |  |                          |                          |                          |  |  |                      |                      |                      |
|  | Daisuke Sasaki                | Daisuke Sasaki                | 08:39                         |                 |       | Tomohiro Ishii             | Tomohiro Ishii             | Pin                        |  |  |                          |                          |                          |  |  |                      |                      |                      |
|  |                               |                               |                               |                 |       | Tomohiro Ishii             | Tomohiro Ishii             | Pin                        |  |  |                          |                          |                          |  |  |                      |                      |                      |
|  |                               |                               | Yoshi-Hashi                   | Yoshi-Hashi     | 06:57 |                            |                            |                            |  |  |                          |                          |                          |  |  |                      |                      |                      |
|  | Yoshi-Hashi                   | Yoshi-Hashi                   | Yoshi-Hashi                   | Yoshi-Hashi     | 06:57 | Pin                        |                            |                            |  |  |                          |                          |                          |  |  |                      |                      |                      |
|  | Yoshi-Hashi                   | Yoshi-Hashi                   |                               |                 |       |                            |                            |                            |  |  |                          |                          |                          |  |  |                      |                      |                      |
|  | Ryuichi Sekine                | Ryuichi Sekine                | 07:14                         |                 |       |                            |                            |                            |  |  |                          |                          |                          |  |  |                      |                      |                      |
|  | Ryuichi Sekine                | Ryuichi Sekine                | 07:14                         |                 |       |                            |                            |                            |  |  |                          |                          |                          |  |  |                      |                      |                      |
|  |                               |                               |                               |                 |       |                            |                            |                            |  |  |                          |                          |                          |  |  |                      |                      |                      |

- Pin – przypięcie
- Sub – submission

## Panowania
Na stan z 31 lipca 2025
| Panowanie   | Numer panowania przez danego mistrza w liście               |
| Miejsce     | Miasto, w którym tytuł został zdobyty                       |
| Gala        | Gala, na której zawodnik zdobył tytuł                       |
| Ilość obron | Ilość obron tytułu mistrzowskiego podczas panowania         |
| +           | Oznacza, że ilość dni w posiadaniu wzrasta z kolejnym dniem |

| #  | Mistrz             | Panowanie | Data                      | Dni | Miejsce            | Gala                                                      | Ilość obron | Notka                                                                                                   | Odn.   |
| -- | ------------------ | --------- | ------------------------- | --- | ------------------ | --------------------------------------------------------- | ----------- | --- | ------ |
| 1  | Masato Tanaka      | 1         | 19 listopada 2012(dts)    | 314 | Tokio, Japonia     | Shodai NEVER Musabetsu Kyu Oza Kettei Tournament Final    | 4           | Tanaka pokonał Karla Andersona w finale szesnastoosobowego turnieju i stał się inauguracyjnym mistrzem. | [ 3 ]  |
| 2  | Tetsuya Naito      | 1         | 29 września 2013(dts)     | 135 | Kobe, Japonia      | Destruction                                               | 2           | Na szali postawiono również certyfikat na walkę o IWGP Heavyweight Championship należący do Naito.      | [ 24 ] |
| 3  | Tomohiro Ishii     | 1         | 11 lutego 2014(dts)       | 138 | Osaka, Japonia     | The New Beginning in Osaka                                | 4           | | [ 25 ] |
| 4  | Yujiro Takahashi   | 1         | 29 czerwca 2014(dts)      | 106 | Tokio, Japonia     | Kizuna Road 2014                                          | 1           | | [ 13 ] |
| 5  | Tomohiro Ishii     | 2         | 13 października 2014(dts) | 83  | Tokio, Japonia     | King of Pro-Wrestling                                     | 1           | | [ 26 ] |
| 6  | Togi Makabe        | 1         | 4 stycznia 2015(dts)      | 41  | Tokio, Japonia     | Wrestle Kingdom 9                                         | 0           | | [ 27 ] |
| —  | Wakat              | —         | 14 lutego 2015(dts)       | —   | —                  | —                                                         | —           | Zawieszono, gdyż Makabe zmógł się z grypą.                                                              | [ 28 ] |
| 7  | Tomohiro Ishii     | 3         | 14 lutego 2015(dts)       | 74  | Sendai, Japonia    | The New Beginning in Sendai                               | 0           | Ishii pokonał Tomoaki'ego Honmę i wygrał zawieszony tytuł.                                              | [ 29 ] |
| 8  | Togi Makabe        | 2         | 29 kwietnia 2015(dts)     | 166 | Mashiki, Japonia   | Wrestling Hinokuni                                        | 2           | | [ 30 ] |
| 9  | Tomohiro Ishii     | 4         | 12 października 2015(dts) | 84  | Tokio, Japonia     | King of Pro-Wrestling                                     | 1           | | [ 31 ] |
| 10 | Katsuyori Shibata  | 1         | 4 stycznia 2016(dts)      | 120 | Tokio, Japonia     | Wrestle Kingdom 10                                        | 3           | | [ 32 ] |
| 11 | Yuji Nagata        | 1         | 3 maja 2016(dts)          | 47  | Fukuoka, Japonia   | Wrestling Dontaku 2016                                    | 0           | | [ 33 ] |
| 12 | Katsuyori Shibata  | 2         | 19 czerwca 2016(dts)      | 139 | Osaka, Japonia     | Dominion 6.19 in Osaka-jo Hall                            | 3           | | [ 34 ] |
| 13 | Evil               | 1         | 5 listopada 2016(dts)     | 10  | Osaka, Japonia     | Power Struggle                                            | 0           | | [ 35 ] |
| 14 | Katsuyori Shibata  | 3         | 15 listopada 2016(dts)    | 50  | Singapur           | Wrestling World 2016 in Singapore                         | 0           | | [ 36 ] |
| 15 | Hirooki Goto       | 1         | 4 stycznia 2017(dts)      | 113 | Tokio, Japonia     | Wrestle Kingdom 11                                        | 3           | | [ 37 ] |
| 16 | Minoru Suzuki      | 1         | 27 kwietnia 2017(dts)     | 252 | Hiroszima, Japonia | Road to Wrestling Dontaku 2017: Aki no Kuni Sengoku Emaki | 4           | | [ 38 ] |
| 17 | Hirooki Goto       | 2         | 4 stycznia 2018(dts)      | 156 | Tokio, Japonia     | Wrestle Kingdom 12                                        | 3           | Był to Hair vs. Hair match.                                                                             | [ 39 ] |
| 18 | Michael Elgin      | 1         | 9 czerwca 2018(dts)       | 8   | Osaka, Japonia     | Dominion 6.9 in Osaka-jo Hall                             | 0           | Był to three-way match, w którym brał też udział Taichi.                                                |        |
| 19 | Hirooki Goto       | 3         | 17 czerwca 2018(dts)      | 92  | Tokio, Japonia     | Kizuna Road 2018                                          | 1           | | [ 40 ] |
| 20 | Taichi             | 3         | 17 września 2018(dts)     | 47  | Beppu, Japonia     | Destruction in Beppu                                      | 0           | | [ 41 ] |
| 21 | Hirooki Goto       | 4         | 3 listopada 2018(dts)     | 36  | Osaka, Japonia     | Power Struggle                                            | 0           | | [ 42 ] |
| 22 | Kota Ibushi        | 1         | 9 grudnia 2018(dts)       | 26  | Iwate, Japonia     | World Tag League                                          | 0           | | [ 43 ] |
| 23 | Will Ospreay       | 1         | 4 stycznia 2019(dts)      | 92  | Tokio, Japonia     | Wrestle Kingdom 13                                        | 1           | | [ 44 ] |
| 24 | Jeff Cobb          | 1         | 6 kwietnia 2019(dts)      | 27  | Nowy Jork, NJ      | G1 Supercard                                              | 0           | Na szali postawiono również ROH World Television Championship należący do Cobba.                        | [ 45 ] |
| 25 | Taichi             | 2         | 3 maja 2019(dts)          | 37  | Fukuoka, Japonia   | Wrestling Dontaku                                         | 0           | | [ 46 ] |
| 26 | Tomohiro Ishii     | 5         | 9 czerwca 2019(dts)       | 83  | Osaka, Japonia     | Dominion 6.9 in Osaka-jo Hall                             | 0           | | [ 47 ] |
| 27 | Kenta              | 1         | 31 sierpnia 2019(dts)     | 127 | Londyn, Anglia     | Royal Quest                                               | 2           | | [ 48 ] |
| 28 | Hirooki Goto       | 5         | 5 stycznia 2020(dts)      | 27  | Tokio, Japonia     | Wrestle Kingdom 14 Noc 2                                  | 2           | | [ 49 ] |
| 29 | Shingo Takagi      | 1         | 1 lutego 2020(dts)        | 210 | Sapporo, Japonia   | The New Beginning in Sapporo                              | 3           | | [ 50 ] |
| 30 | Minoru Suzuki      | 2         | 29 sierpnia 2020(dts)     | 70  | Tokio, Japonia     | Summer Struggle in Jingu                                  | 0           | | [ 51 ] |
| 31 | Shingo Takagi      | 2         | 7 listopada 2020(dts)     | 84  | Osaka, Japonia     | Power Struggle                                            | 1           | | [ 52 ] |
| 32 | Hiroshi Tanahashi  | 1         | 30 stycznia 2021(dts)     | 93  | Nagoja, Japonia    | The New Beginning in Nagoya                               | 1           | | [ 53 ] |
| 33 | Jay White          | 1         | 3 maja 2021(dts)          | 194 | Fukuoka, Japonia   | Wrestling Dontaku                                         | 1           | | [ 54 ] |
| 34 | Tomohiro Ishii     | 6         | 13 listopada 2021(dts)    | 52  | San Jose, CA       | Battle in the Valley                                      | 0           | Jeśli Ishii by przegrał, nie mógłby już walczyć o NEVER Openweight Championship.                        | [ 55 ] |
| 35 | Evil               | 2         | 4 stycznia 2022(dts)      | 117 | Tokio, Japonia     | Wrestle Kingdom 16 Noc 1                                  | 2           | | [ 56 ] |
| 36 | Tama Tonga         | 1         | 1 maja 2022(dts)          | 42  | Fukuoka, Japonia   | Wrestling Dontaku                                         | 0           | | [ 57 ] |
| 37 | Karl Anderson      | 1         | 12 czerwca 2022(dts)      | 206 | Osaka, Japonia     | Dominion 6.12 in Osaka-jo Hall                            | 2           | | [ 58 ] |
| 38 | Tama Tonga         | 2         | 4 stycznia 2023(dts)      | 119 | Tokio, Japonia     | Wrestle Kingdom 17                                        | 1           | | [ 59 ] |
| 39 | David Finlay       | 1         | 3 maja 2023(dts)          | 159 | Fukuoka, Japonia   | Wrestling Dontaku                                         | 1           | | [ 60 ] |
| 40 | Tama Tonga         | 3         | 9 października 2023(dts)  | 19  | Tokio, Japonia     | Destruction in Ryōgoku                                    | 0           | | [ 61 ] |
| 41 | Shingo Takagi      | 3         | 28 października 2023(dts) | 68  | Las Vegas, Nevada  | Fighting Spirit Unleashed                                 | 1           | | [ 62 ] |
| 42 | Tama Tonga         | 4         | 4 stycznia 2024(dts)      | 16  | Tokio, Japonia     | Wrestle Kingdom 18                                        | 0           | | [ 63 ] |
| 43 | Evil               | 3         | 20 stycznia 2024(dts)     | 77  | Nagoja, Japonia    | The New Beginning in Nagoya                               | 1           | Był to Lumberjack match.                                                                                | [ 64 ] |
| 44 | Shingo Takagi      | 4         | 6 kwietnia 2024(dts)      | 71  | Tokio, Japonia     | Sakura Genesis                                            | 3           | | [ 65 ] |
| 45 | Henare             | 1         | 16 czerwca 2024(dts)      | 105 | Sapporo, Japonia   | New Japan Soul Noc 1                                      | 1           | | [ 66 ] |
| 46 | Shingo Takagi      | 5         | 29 września 2024(dts)     | 97  | Kobe, Japonia      | Destruction in Kobe                                       | 1           | | [ 67 ] |
| 46 | Konosuke Takeshita | 1         | 4 stycznia 2025(dts)      | 162 | Tokio, Japonia     | Wrestle Kingdom 19                                        | 6           | Był to Winner Takes All match, gdzie AEW International Championship Takeshity również był na szali.     | [ 68 ] |
| 47 | Boltin Oleg        | 1         | 15 czerwca 2025(dts)      | 46+ | Osaka, Japonia     | Dominion 6.15 in Osaka-jo Hall                            | 1           | | [ 69 ] |

## Łączna ilość panowań

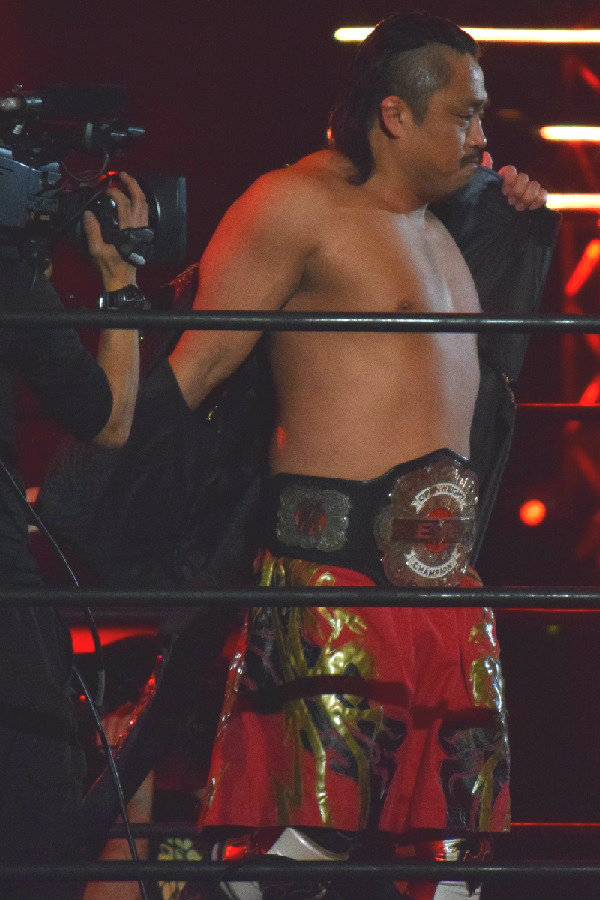
Trzykrotny mistrz – Hirooki Goto

Na stan z 31 lipca 2025
| † | Oznaczenie obecnego mistrza |

| Miejsce | Mistrz             | Ilość panowań | Ilość obron | Łączna ilość dni |
| ------- | ------------------ | ------------- | ----------- | ---------------- |
| 1       | Shingo Takagi      | 5             | 9           | 530              |
| 2       | Tomohiro Ishii     | 6             | 6           | 514              |
| 3       | Hirooki Goto       | 5             | 7           | 424              |
| 4       | Minoru Suzuki      | 2             | 4           | 322              |
| 5       | Masato Tanaka      | 1             | 4           | 314              |
| 6       | Katsuyori Shibata  | 3             | 6           | 309              |
| 7       | Togi Makabe        | 2             | 2           | 207              |
| 8       | Karl Anderson      | 1             | 1           | 206              |
| 9       | Evil               | 3             | 3           | 204              |
| 10      | Tama Tonga         | 4             | 1           | 196              |
| 11      | Jay White          | 1             | 1           | 194              |
| 12      | Konosuke Takeshita | 1             | 6           | 162              |
| 13      | David Finlay       | 1             | 1           | 159              |
| 14      | Tetsuya Naito      | 1             | 2           | 135              |
| 15      | Kenta              | 1             | 2           | 127              |
| 16      | Yujiro Takahashi   | 1             | 1           | 106              |
| 17      | Henare             | 1             | 1           | 105              |
| 18      | Hiroshi Tanahashi  | 1             | 1           | 93               |
| 19      | Will Ospreay       | 1             | 1           | 92               |
| 20      | Taichi             | 2             | 0           | 84               |
| 21      | Yuji Nagata        | 1             | 0           | 47               |
| 22      | Boltin Oleg †      | 1             | 1           | 46+              |
| 23      | Jeff Cobb          | 1             | 0           | 27               |
| 24      | Kota Ibushi        | 1             | 0           | 26               |
| 25      | Michael Elgin      | 1             | 0           | 8                |